# Клуб розсерджених патріотів
Клуб розсерджених патріотів (КРП; рос. Клуб рассерженных патриотов) — російський націоналістичний громадський рух, заснований 1 квітня 2023 року Ігорем Гіркіним, Павлом Губарєвим і Максимом Калашниковим. Клуб критикує нинішню російську владу за напівзаходи та нездатність виграти війну проти України.

## Передісторія
Раніше Гіркін створював рухи, які одночасно критикували Кремль і ліберальну опозицію, наприклад «Комітет 25 січня», створений у 2016 році. У травні того ж року «Комітет 25 січня» був перейменований у «Всеросійський національний рух» під керівництвом Гіркіна.
Термін «розсерджені патріоти», який уже став усталеним у російських політичних колах, стосується людей, які активно підтримують російське вторгнення в Україну, але незадоволені його перебігом: повільним просуванням, втратами, обміном «Азова», відсутністю відповіді на обстріли російських міст тощо.

## Історія
17 березня 2023 року, за два тижні до офіційного оголошення про створення клубу, Ігор Гіркін від імені клубу розмістив у Telegram пост, у якому перерахував слабкі, на його думку, місця у проведенні «спеціальної військової операції».
1 квітня 2023 року було оголошено про створення клубу. Окрім Гіркіна, до складу клубу входять Павло Губарєв, Володимир Грубник, Віктор Алксніс, Максим Калашников, Максим Клімов, Михайло Аксель та Євген Михайлов. Члени клубу назвали його «спільнотою патріотично налаштованих людей, які не словом, а ділом багато років служать Росії». За словами Гіркіна, «потрібно створити асоціацію тих людей, які не за гроші, які дійсно за Батьківщину, за свій народ, за нашу країну».
Повідомляється, що рух стикається з критикою з боку лідера ДНР Дениса Пушиліна. Гіркін стверджував, що Пушилін наказав чиновникам ДНР поширювати чутки про Клуб розсерджених патріотів, що рух ніби-то планує державний переворот. Також група звинувачує Пушиліна в спробі їх дискредитувати.
У середині квітня 2023 року, через два тижні після створення клубу, стало відомо про намір МВС РФ перевірити Гіркіна на «дискредитацію збройних сил».
Партія «Інша Росія» Едуарда Лимонова брала участь в організації зборів і прес-конференцій клубу в травні 2023 року.
18 липня 2023 року проти одного з членів клубу, колишнього полковника ГРУ Володимира Квачкова було порушено кримінальну справу в РФ за статею «дискредитація збройних сил РФ». 21 липня самого Гіркіна було затримано за звинуваченнями в екстремізмі.

## Ідеологія
Члени клубу заявили, що РФ неминуче зазнає поразки в Україні та її може спіткати прозахідний переворот або громадянська війна, якщо Москва радикально не покращить ситуацію на лінії фронту. Учасники стверджували, що російські чиновники не можуть покращити проведення військових операцій та їхній вплив на російське суспільство, оскільки більшість кремлівських чиновників належать до антивоєнної фракції. Клуб стверджує, що прагне допомогти російській владі завершити «спеціальну військову операцію» вчасно, стверджуючи, що затяжна війна в Україні може підштовхнути антивоєнних чиновників до повстання. Група також заявила, що намагається створити мережу захисту для протидії перевороту в Росії в такому випадку.
Порівняно з «Комітетом 25 січня», акцент значно змістився з протидії ліберальному «московському Майдану» на необхідність запобігти «військовій поразці Росії в її проксі-війні з усім блоком НАТО в Україні».

## Позиції
В Інституті вивчення війни висловили думку, що створення клубу пов'язане з бажанням посилити провоєнну фракцію всередині Кремля.